# Solanum orbiculatum
Solanum orbiculatum är en potatisväxtart som beskrevs av Michel Félix Dunal. Solanum orbiculatum ingår i släktet skattor som ingår i familjen potatisväxter. Utöver nominatformen finns också underarten S. o. macrophyllum.

## Bildgalleri

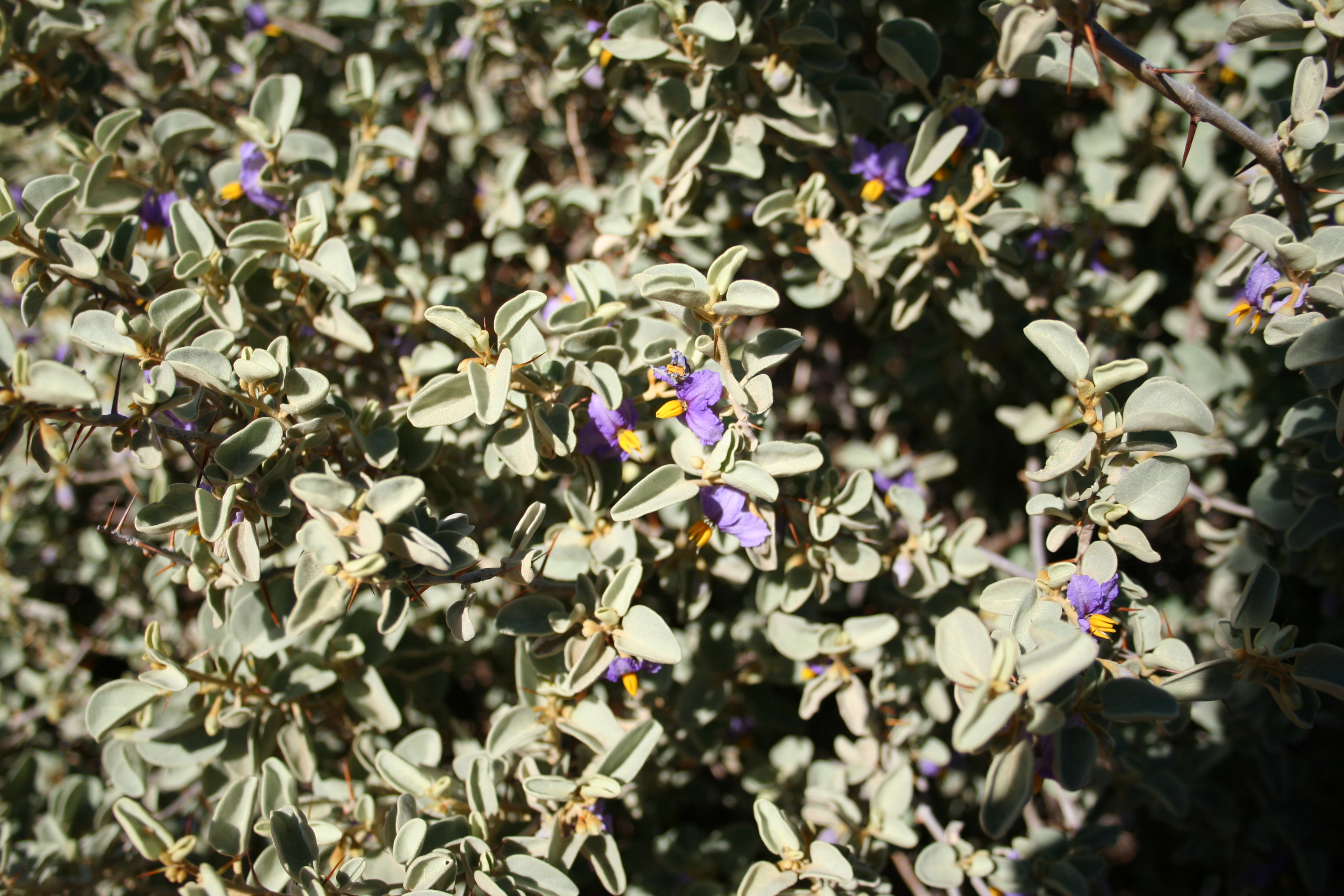
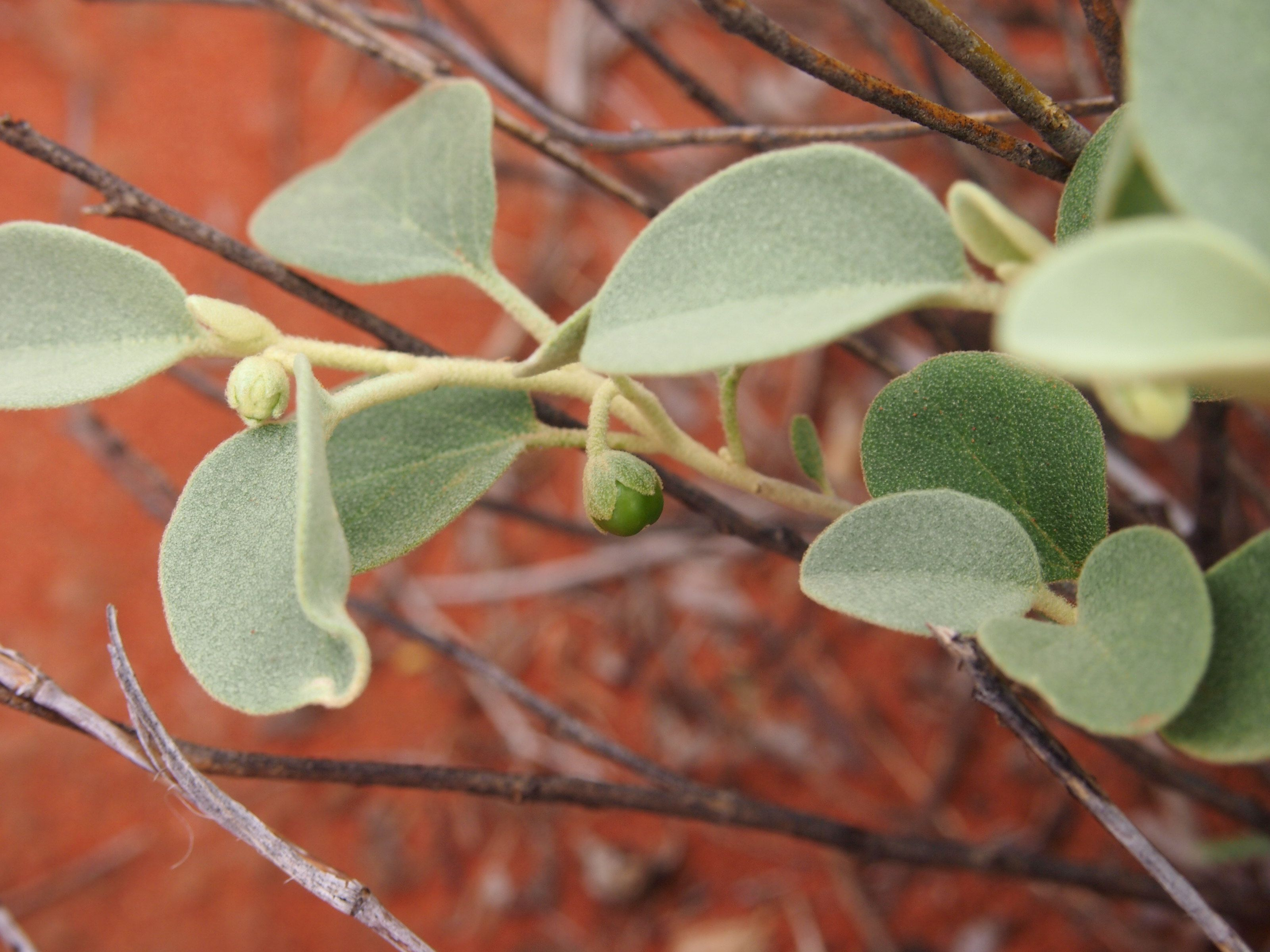
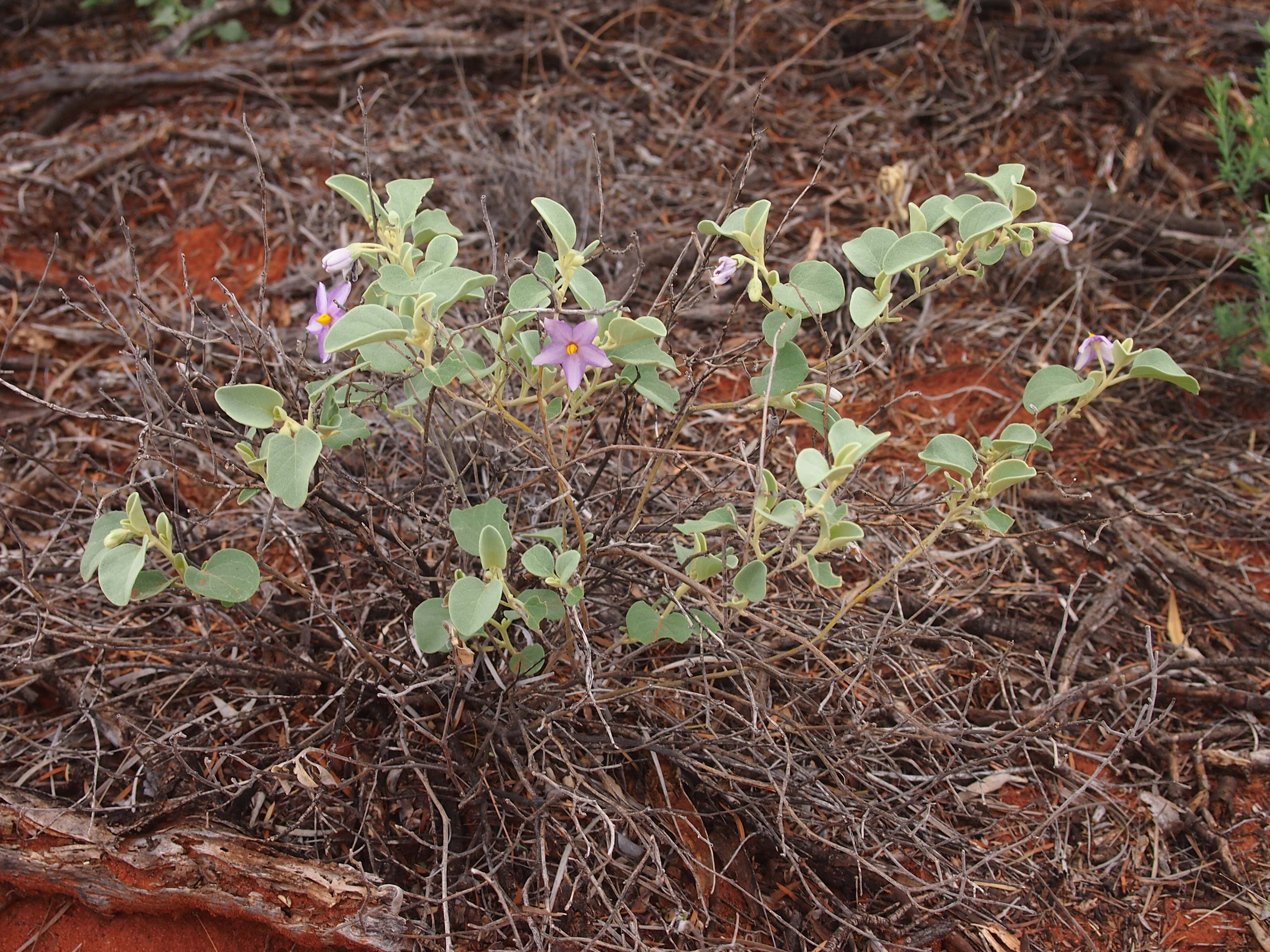